# Bataille de Campaldino
Guerres entre guelfes et gibelins
Batailles
1150 – 1200
- Vernavola (1154)
- Spolète (1155)
- Tortone (1155)
- Milan (1158)
- Siziano (1159)
- Crema (1159)
- Carcano (1160)
- Milan (1162)
- Prataporci (1167)
- Alexandrie (1174-1175)
- Legnano (1176)

1201 – 1250
- Calcinato (1201)
- Casei Gerola (1213)
- Cortenuova (1237)
- Brescia (1238)
- Faenza (1239)
- Giglio (1241)
- Viterbe (1243)
- Parme (1248)
- Fossalta (1249)
- Cingoli (1250)

1251 – 1300
- Bataille de Montebruno (1255)
- Cassano (1259)
- Montaperti (1260)
- Bénévent (1266)
- Tagliacozzo (1268)
- Colle (1269)
- Roccavione (1275)
- Desio (1277)
- Forlì (1282)
- Pieve al Toppo (1288)
- Campaldino (1289)

1301 – 1350
- Pavie (1302)
- La Lastra (1304)
- Milan (1311)
- Soncino (1312)
- Gaggiano (1313)
- Rho (1313)
- Ponte San Pietro (1313)
- Scrivia (1315)
- Montecatini (1315)
- Pavie (1315)
- Sestri (1318)
- Bardi (1321)
- Mirandola (1321)
- Gorgonzola (1323)
- Vaprio d'Adda (1324)
- Altopascio (1324)
- Zappolino (1325)
- San Felice (1332)
- San Quirico (1341)
- Gamenario (1345)

1351 – 1402
- Mirandola (1355)
- Casorate (1356)
- Solara (1356)
- Alexandrie (1391)
- Casalecchio (1402)

La Bataille de Campaldino est un conflit militaire ayant eu lieu le 11 juin 1289, opposants les armées guelfes aux armées gibelines sur les plaines de Campaldino. 
La commune de Florence, composée de ses alliés pistais, lucquois, siennois, et pratésiens, a réuni une armée guelfe pour affronter la commune d’Arezzo. L’armée guelfe était commandée par Amalric de Narbonne, Guillaume Bernard de Durfort, Corso Donati et Vieri de Cerchi.
À l’opposé, les Arétins, combattant du côté des gibelins, avaient comme commandants Guglielmino Degli Ubertini, Buoconte di Montefeltro et le comte Guido Novello Guidi.
Âgé de 24 ans, Dante Alighieri a participé à la bataille alors que son parcours militaire était presque inexistant. Étant poète de formation, il a pu écrire sur le déroulement de la bataille, nous laissant ainsi plusieurs traces sur ladite bataille. La Divina Commedia représente son œuvre la plus populaire, dans laquelle il raconte sa vision et quelques étapes du déroulement de la bataille.

## Les origines de la bataille
Étant une grande province italienne, la Toscane était composée de ses principales communes, soit Florence, Pise, Sienne et Arezzo. À l’époque, on reconnaissait l’hégémonie de la Toscane en raison de son positionnement géographique. Située au nord de Rome et ayant accès à la mer par l’Ouest, la Toscane détenait une position privilégiée. Considérant sa grandeur, la Toscane détenait à la fois des populations gibelines et guelfes. Il était fréquent de remarquer des tensions entre les deux groupes au sein même de la province. De 1260 à 1268, par phénomène de mouvement de population, les gibelins devenaient de plus en plus importants à Florence, malgré la domination guelfe de la région. En 1250, l’image du pouvoir impérial en Italie se dissout par la mort de Fréderic II. Après cet événement, la lutte pour le pouvoir s’ensuit, créant ainsi une période de chaos et d’instabilités politique pour l’Italie du Nord. Deux grandes forces impériales ont pu s’y installer quelques années plus tard. Charles I d’Anjou s’est emparé du sud de l’Italie alors que Rudolf Habsbourg s’est emparé du Nord. Rudolf Habsbourg est devenu l’empereur Rudolf I. Sous son règne, il a grandement encouragé la force des gibelines à se développer. À la mort de Charles I d’Anjou, les guelfes devront attendre quelques années avant de recevoir l’appui de Charles II d’Anjou. Étant détenu, Charles II d’Anjou a été libéré par les Florentins, qui ont décidé de financer sa libération. Cette libération a permis aux guelfes de recevoir le support de la couronne française ainsi que bénéficier de ses connaissances militaires. Voyant cette situation arriver, les gibelins d’Arezzo ont compris que le temps était compté avant une invasion possible des guelfes.

Un an avant la bataille de Campaldino, soit durant l’été de 1288, la ville d’Arezzo fut attaquée par les Florentins. L’objectif était de siéger Arezzo. Malgré les efforts déployés, la 1ère bataille entre les deux communes n’a mené à rien. Deux raisons sont à l’origine de cette défaite : une féroce tempête a fait rage, obligeant les Florentins à rebrousser chemin et un manque d’équipement a limité leur capacité d’action. À leur tour, les Arétins se sont mobilisés et ont attaqué Florence quelques mois plus tard. Après de nombreux champs de céréales brûlés, ils ont tenté une attaque pour pénétrer dans la ville protégée de fortifications. Après avoir tenté de brûler la grande porte d’entrée de la ville, ils n’ont pas été capables d’avancer dans Florence. Heureusement pour les guelfes florentins, la ville est restée intacte. En conséquence, ils ont décidé de bannir toutes les familles gibelines, quelles soient riches ou pauvres. L’année 1288 a été marquée par des luttes successives entre guelfes et gibelins pour des questions territoriales, où chacune des factions voulait assiéger l’autre. Il faut tout de même constater que la majorité des victoires ont été en faveur des gibelins.

Préparant une reprise des villes perdues aux mains des gibelins, Charles II d’Anjou a mis sur pied la Taglia Guelfa (Ligue Guelfe), composée de Florence, Lucca, Pistoia, Siena et Volterra.

Considérant leur passé conflictuel, la guerre entre les guelfes florentins et les gibelins arétins était inévitable. La première cause de la guerre a été la dispute pour l’hégémonie de la vallée de l’Arno, pour le col des montagnes ainsi que les routes commerciales qui menaient à l’Europe centrale par le nord. La deuxième cause est celle du patriotisme ainsi que la dévotion pour la cause guelfe ou gibeline.

## Le portrait des deux armées
Pour les deux camps, le budget octroyé aux armées provient en grande majorité de la perception de taxes sur tous les citoyens. L’équipement militaire était composé de cavaleries, de lances, d’épées, de dagues, d’armures, de casques, d’arcs et d’arbalètes.  Lors des batailles, les deux armées organisèrent leurs soldats en 4 rangées distinctes. La première était composée des feditori. Ils étaient les premiers à recevoir la charge de l’ennemi et leur rôle était crucial. Les fantassins étaient armés d’une pique, soit une lance avec des caractéristiques améliorées. La deuxième rangée était composée de la cavalerie, soit d’homme monté sur des chevaux. La troisième rangée était une des plus importantes, parce qu’elle regroupait les chariots contenant les provisions. Elle était protégée par une rangée d’hommes munis de boucliers, aussi appelés paveses. Enfin, à la dernière rangée, soit la quatrième, on y voyait les combattants à distance. Ils étaient munis d’arcs et d’arbalètes. Les combattants à distance avaient besoin d’une protection supplémentaire, étant donné qu’ils devaient à plusieurs reprises charger leurs arbalètes. Le fameux Dante Alighieri se retrouvait à la 1ère ligne de front.

### L'armée guelfe
Composée des alliés de la ligue guelfe, l’armée guelfe était regroupée d’hommes de Lucques, Pistoia, Bologne et la Romagne, Sienne, Orvieto et Volterra. Au total, 12 000 hommes avaient été réunis pour combattre les forces d’Arezzo. 2 000 hommes étaient montés sur des chevaux, alors que 10 000 étaient à pied. La valeur de l’homme à cheval était estimée plus grande que celui à pied, étant donné qu’il avait une plus grande mobilité et action de choc. Le 1er rang florentin avait une largeur de 225 mètres.

Différents hommes étaient à la tête des commandes pour l’armée guelfe, pour éviter que le pouvoir ne se concentre que dans les mains d’une seule personne. Le premier était Amalric de Narbonne. Étant arrivé à Florence au bon moment, Narbonne a été nommé capitaine général de l’armée pour l’alliance guelfe. Il était le représentant de Charles en Toscane. Il a pu faire bénéficier aux camps guelfe de son expérience militaire ainsi que de ses chevaliers entraînés. Le deuxième commandant important pour la bataille était Guillaume Bernard de Durfort. Il est arrivé en Italie comme précepteur militaire, servant le roi Charles II d’Anjou. Le troisième était Corso Donati. Donati était un Florentin qui a toujours eu les intérêts de sa ville à cœur. Il était au départ administrateur de plusieurs provinces de Toscane et put démontrer ses capacités militaires lors de la bataille de Campaldino. Le quatrième était Vieri de Cerchi. Il détenait une place importante au sein de Florence étant donné le statut noble de sa famille.

### L'armée Gibeline
Les informations concernant l’armée gibeline sont plus rares que celles de l’armée guelfe. Ils n’ont pas laissé autant de traces, documents et sources narratives que les guelfes. L’armée gibeline était composée de 8 800 hommes, soit 800 chevaliers et 8 000 fantassins. Parmi ces hommes, on pouvait retrouver des gens de toutes les classes sociales confondues, allant de serfs à nobles. Majoritairement, ils étaient armés de dagues de combat, ayant comme utilité de pouvoir poignarder les chevaux ennemis pour atteindre plus facilement leur cible. Les équipements militaires étaient de moins bonne qualité ainsi qu’en moins grande quantité. Une des stratégies militaires était de former une infanterie attaquante équipée de courtes épées. L’objectif était d’attaquer les chevaux ennemis pour mettre à terre leurs opposants.

Le premier commandant de l’armée gibeline, soit le plus important, était Guglielmino degli Ubertini. De 1248 à 1289, Ubertini avait été l’évêque d’Arezzo. Au fil du temps, il a souvent changé de camp. Son intérêt premier était la protection de sa ville. À la veille de la bataille, il avait averti ses hommes que toute désobéissance de leur part allait les rendre passibles de décapitation. Le deuxième commandant était Buoconte di Montefeltro. Il est derrière le développe de plusieurs stratégies militaires employées durant la bataille. Enfin, le dernier commandant était Guido Novello Guidi. Son service militaire était reconnu pour sa longue durée. Il avait dirigé les gibelins pour près de 50 ans consécutifs.

## La bataille

### La marche vers Campaldino
Dans le but de mener une campagne militaire victorieuse, l’armée guelfe devait réfléchir à la meilleure route à emprunter. De Florence à Arezzo, la route principale était une ancienne route datant de l’époque romaine, soit la Strada Maestra. Compte tenu de son étroitesse, il était impossible de l’utiliser. La distance entre Florence et Arezzo est estimée à 21 miles. L’idée de traverser la rivière pour se rendre à Arezzo a été abandonnée rapidement. Le passage par l’eau aurait donné un avantage significatif aux Arétins, étant donné que l’offensive gibeline aurait pu défendre la ville plus facilement. La troisième idée élaborée a été celle de passer par le col de Consuma, ce qui aurait permis aux troupes guelfes d’attaquer par-derrière, mais cela impliquait pour les guelfes de vaincre ou de neutraliser Poppi et Bibbiena. Finalement, ils ont décidé d’emprunter une route montagneuse et envahie d’arbres à l’Est. L’idée était de pouvoir prendre les Arétins par surprise. C’est le commandant Amerigo di Narbonna qui a choisi la route à emprunter, soit le passage par la vallée du Casentino. Alors, le 2 juin 1289, l’armée guelfe réunit son armée, prépare ses bœufs pour tirer les équipements et partent en direction d’Arezzo. Il aura fallu un total de 9 jours pour se rendre jusqu’à Campaldino, où les Arétins attendaient les Florentins pour la bataille. Les récits contemporains n’arrivent pas à expliquer la raison pour laquelle le voyage s’est échelonné sur plusieurs jours. Certaines légendes locales expliquent que certains villages sur leur passage avaient été ruinés, détruits et pillés par les Florentins. On parle ici de Tartiglia et Borgo.

### Déroulement de la bataille
À la vue de l’ennemi, les deux armées ont organisé leurs lignes de défense prête à recevoir l’ordre des commandants. Les sources nous indiquent que 150 feditori étaient mobilisés pour être au premier front et absorber le choc de la première attaque de l’opposant. Étant donné l’étroitesse du côté occidental du champ de bataille, l’espace réservé aux Arétins était moins grand que celui des Florentins, ce qui insinue une moins grande place pour le déploiement des hommes. Les guelfes ont eu l’avantage de choisir le champ de bataille et de l’organiser à leur faveur. Souffrant d’une myopie sévère, l’évêque d’Arezzo s’est informé auprès de son écuyer pour savoir ce qui se passait loin devant. On lui a communiqué que les guelfes étaient en train de se positionner pour la bataille.  La stratégie militaire employée par les gibelins était une attaque féroce et rapide dans laquelle ils ont misé sur les 300 feditori mis à l’avant. Sous l’ordre d’Ubertini, l’armée arétine se déploie violemment sur les Florentins en criant « Cavalerie de San Donato! ». La première offensive est marquée d’un grand succès. Le 1er et le 2e rang florentin ont été traversés. Les Arétins avaient tout misé sur cette offensive. De nombreux feditori sur chevaux sont tombés, ce qui les a rendus extrêmement vulnérables. Au sol, ils sont démunis de leur équilibre et de leur rapidité. Au 3e rang se situaient les hommes munis de boucliers. Ils ont manié leurs armes et ont tenté de repousser l’avancée arétine tout en protégeant les arbalétriers situés à l’arrière. La contre-attaque s’avère un succès. Les guelfes ont pu prendre du terrain, en rejoignant la ligne de ravitaillement des gibelins. La dernière offensive menée par les guelfes pour mettre fin à la bataille a été commandée par Donati. Il a ordonné à ses chevaliers d’encercler l’ennemi et de tirer profit de leur nombre supérieur. Les chevaliers guelfes doublaient en nombre les chevaliers gibelins.  Novello Guidi, commandant arétin, a ordonné à ses hommes de sauver leur peau. Certains survivants arétins se sont rapidement dirigés vers Arezzo pour tenter de protéger la ville. Équipés de catapultes, les Florentins se sont dirigés vers les portes d’Arezzo. Au lieu de tirer des munitions permettant de pénétrer dans la ville, les guelfes florentins ont catapulté des ânes avec des mitres dans le but de se moquer de l’évêque d’Arezzo. Enfin, ils n’ont pas pris possession de la ville et sont retournés à Florence.

### Conclusion de la bataille
La victoire de la bataille de Campaldino a été accordée aux guelfes florentins. Les Arétins ont été vaincus par l’armée florentine plus volumineuse et mieux équipée. La bataille a permis à Florence d’affermir son contrôle de la région ainsi que d’établir sa domination de la Toscane centrale et occidentale pour les deux siècles suivants. Villani, historien de l’époque, a fait état de la guerre. Au total, il a comptabilisé 1 700 hommes tués du côté arétin, cavaliers et fantassins confondus. 2 000 ont été capturés et 740 ont été ramenés à Florence. Après la bataille, l’armée guelfe est restée deux jours additionnels à Campaldino. Ils ont festoyé, repris leurs forces, réparé leurs armures et armes, enterré les morts et ont reçu des services religieux pour les défunts. Le gouvernement florentin a envoyé deux superviseurs sur place pour organiser la fin et la conclusion de la bataille. Le siège est abandonné à la mi-juin 1289. Au niveau territorial, ils ont pu prendre possession de quelques forteresses perdues lors des combats précédents. Aussi, ils ont pris possession de Bibbiena. La victoire n’a pas été facile pour les Florentins. Guillaume de Durfort, considéré comme un de leurs meilleurs combattants, a été retrouvé mort sur les plaines de Campaldino. Concrètement, ce n’est qu’en juin 1293 qu’une paix est signée. Florence (guelfe) et Pisa (gibeline) ont signé un traité de paix. Cependant, rien n’a été signé entre Florence et Arezzo, bien qu’ils se soient entendus pour établir une non-violence entre les deux camps.

## Sources
- (it) Cet article est partiellement ou en totalité issu de l’article de Wikipédia en italien intitulé « battaglia di Campaldino » (voir la liste des auteurs).